# 諾特維爾

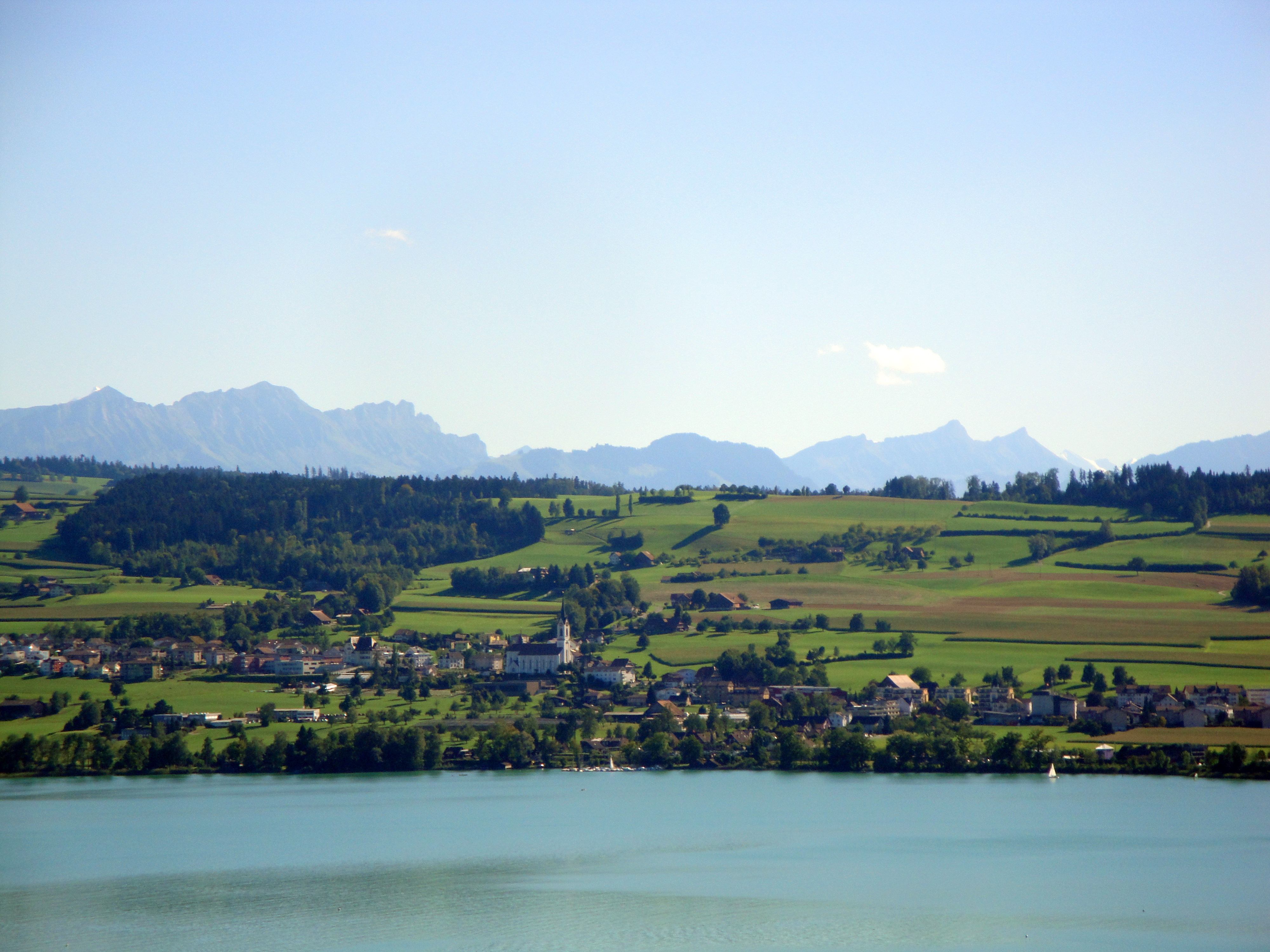

諾特維爾是瑞士的城鎮，位於該國中部，由琉森州負責管轄，面積10.29平方公里，七成半土地是農業用地，海拔高度526米，2011年人口3,399，人口密度每平方公里330人。